# وادي الصفراء
وادي الصَّفراء أو وادي يليل هو وادٍ من أودية الحجاز.وأحد الأودية الكبيرة في منطقة المدينة المنورة في المملكة العربية السعودية. ينحدر من جبال السروات بأتجاه الغرب، ويبلغ طوله أكثر من 120 كيلا تقريبا.

## التسمية
سمي بهذا الأسم نسبة إلى الصفراء وهي قرية قديمة ذكرها أصحاب المعاجم المتقدمون مثل: ياقوت الحموي وغيره.

## نبذة تاريخية
عرف عن وادي الصفراء قديما كونه من أودية بني غفار من قبيلة كنانة واليوم ينتسب سكانه إلى قبيلة حرب
و قال عنه ياقوت الحموي: (هو وادي كثير النخل، والزرع والخير، في طريق الحاج، سلكه النبي غير مرة)، وقال أيضا: (إن يليل، اسم قرية، قرب وادي الصفراء، من أعمال المدينة، وفيها عين كبيرة، تخرج من جوف رمل من أغزر ما يكون من العيون، وأكثرها [ ماء ] مماّ لا يستطيع الزارعون عليها إلا في مواضع يسيرة من أحناء الرمل، وتصب في البحر عند ينبع، فيها نخيل، ويتخذ البقول والبطيخ، وتسمى البحير، ووادي يليل يصب في البحر).
وروي السمهودي عن رجال ثقات عن سيرة بن معبد قال: رأي أصحاب رسول الله، سحابة فقالوا: يا رسول الله كنا نرجو أن تمطرنا هذه السحابة، فقال: (إن هذه السحابة أمرت أن تمطر بيليل)، يعني واديا يقال له: (يليل) وقال ابن جيبر في رحلته: (وبين بدر والصفراء بريد، والطريق إليها في واد بين جبال تتصل بها حدائق النخيل، والعيون فيها كثيرة، وهي طريق حسن، وبالصفراء حصن مشيد) ومن حديث أبي سلمة عن عائشة [أم المؤمنين ا]، قالت: خرجنا مع رسول الله في غزوة بدر الأخيرة، حتى إذا كنا بالأثيل عند الصفراء بين ظهراني الأراك قال: (تعالي حتى أسابقك) وفي الأثيل قتل النضر بن الحارث، ووادي يليل أو وادي الصفراء سلكه الرسول أكثر من مرة في غزواته، قـال البكري: (ووادي يليل يدفع في بدر).
.

## الموقع
يبدأ من مضيق الصفراء وينتهي بمصبه في البحر وتدفع في هذا الوادي، أودية عظيمة مثل: وادي الجي ووادي رحقان، ووادي الروحاء والتي تُكَوِّن سيولها وسيول الشعاب التي تدفع فيه سيلاً جارفاً، ووادي يليل هذا شديد الانحدار، وبه قري كثيرة منها قرية الجديدة أو خَيْفُ نوح أو خَيْفُ بني سالم (خَيْفُ الحزامي) حالياً، وقرية أسفل منه هي (أم ذيان)، [ ولعلها هي المقصودة بالجديدة ] وكانت في مقابلها من جهة الغرب، قرية اندثرت يقال لها (العلاء أو المعلاة)، ثم تأتي قرية الحمراء قال ابن هرمة: كأن لم تجاوزنا بنعف آرة وأخزم أو خيف الحميراء ذي النخل ثم تأتي بعدها قرية الخرماء قال ياقوت الحموي: (هي عين بالصفراء لحكم بن نضله الغفاري الكناني:
كأن حمولهـم لـمَّا تـولـت بيليل والنوي ذا انتقـال
شوارع في ثرى الخرماء ليس بجاذية الجذوع ولارفال))
ثم تأتي الصفراء (وهي اليوم الواسطة)، وبها يسمي وادي الصفراء، ثم تأتي الأثيل: (الحسينية).

## خيوف وادي الصفراء
الخُيُوفٌ ومفردها الخَيْفُ ما انحدر عن غلظ الجبل وارتفع عن مسيل الماء.

### خيف الحزامي
خيف الحزامي أو خيف بني عمرو أو خيف بني سآلم وهو أحد خيوف وادي الصفراء كان به عين جارية يقوم عليها الخيف إلى أن توقفت هذه العين بمشيئة آلله في أوآخر القرن الهجري الماضي وهاجر أهله إلى المدينة المنورة ومكة المكرمة وجدة وبعض مدن المملكة ولاتزال أثار منازلهم المبنية من الحجر واللّبن باقية.

### خيف أم ذيان
وهو خيف قديم من خيوف وادي الصفراء به عين جارية ولآ أعلم هي باقية إلى الآن أم توقفت مثل غيرها من عيون خيوف وادي الصفراء.
وإلى الغرب من خيف أم ذيان بـ (1) كيلآ تقريبا يلتقى وادي الصفراء بوادي طاشا ولاّب وهما من روافد وادي الصفراء الكبيرة يتحد معهما وتزداد قوته وتدفقه وكمية مياهه، بعد ذلك ينحرف وادي الصفراء إلى جهة الجنوب الغربي قليلا، تتوسطه بعض الكباري والجسور التي أقامتها وزارة المواصلات لحماية للطريق من أخطار سيوله، بالأضافه لأبار أوجدتها وزارة الكهرباء والمياه لتوفير مياه الشرب لساكني الوادي.

### الحمراء
من خيوف وادي الصفراء، كان بها عين جارية تبعد عن المدينة المنورة بـ 120 كيلا تقريبا.

### الخرماء
خيف من خيوف وادي الصفراء يقع جنوب غرب الحمراء.

### الواسطة
قرية (الصفراء)وبها يسمي وادي الصفراء.
أشهر خيوف وادي الصفراء وتبعد عن المدينة المنورة بـ 130 كيلآ تقريبا، والواسطة عبارة من عدة خيوف هي (السارة ، السفلى، العليا ، الجديدة) وكل خيف من هذه الخيوف له عين تحمل اسمها وقد توقفت جميع هذه العيون بمشئة الله في أواخر القرن الهجري الماضي، ولازالت إلى اليوم مزدهره وفي تطور مستمر وعامره بأهلها وتعتبر من أكبر القرى المأهوله بالسكان بين المدينة المنوره ومحافظة بدر..

### دَغَبـجَ
أحد خيوف وادي الصفراء يقع بين الواسطة والحسنية. وبه خيفان (دغبج - دغيبج) وكان لكل خيف عين مستقله عن الأخرى

### الحسنية
(الاثيل سابقاً)أحد خيوف وادي الصفراء، كان بها عين جارية إلى أن توقفت مثل غيرهآ من خيوف وادي الصفراء وهو الخيف الوحيد الذي يمر به طريق ينبع - المدينة المنورة - القصيم - السريع، ويتوسط خيف الحسنية وادي (ذَيْران) وهو أحد روافد وادي الصفراء.
ومن حديث أبي سلمة عن عائشة [أم المؤمنين رضي الله عنها]، قالت: خرجنا مع رسول الله في غزوة بدر الأخيرة، حتى إذا كنا بالأثيل عند الصفراء بين ظهراني الأراك قال: (تعالي حتى أسابقك) وفي الأثيل قتل النبي النضر بن الحارث.

### العالية
أحد خيوف وادي الصفراء يقع غرب خيف الحسنية بحوالي 4 أكيال تقريباً باتجاه بدر، وقد نزح سكانه إلى المدن المجاورة بعد أن توقفت عينه.

### الفارعة
أحد خيوف وادي الصفراء يقع بين العالية والبركة ولاتزال نخيله خضراء وباقية وأغلب سكانه لم يهاجروا.

### البركة
أحد خيوف وادي الصفراء وقد نزح أغلب سكانه إلى محافظة بدر وبعض المدن الأخرى بعد أن توقفت عينه.

### الجديد
أحد خيوف وادي الصفراء يقع شرق «بدر» ويبعد عنه بحوالي 3 أكيال تقريبآ بإتجاه الشرق ولايزال عامرا بأهله.

## أحداث تاريخية
- معركة وادي الصفراء معركة عام 1812 م بين قوات ولاية مصر العثمانية بقيادة طوسون باشا وقوات الدولة السعودية الأولى [3]